# Okręg wyborczy Camberwell North
Okręg wyborczy Camberwell North powstał w 1885 roku i wysyłał do brytyjskiej Izby Gmin jednego deputowanego. Okręg położony był w południowym Londynie. Został zlikwidowany w 1950 roku.

## Deputowani do brytyjskiej Izby Gmin z okręgu Camberwell North
- 1885–1886: Richard Strong, Partia Liberalna
- 1886–1892: John Richards Kelly, Partia Konserwatywna
- 1892–1895: Edward Hodson Bayley, Partia Liberalna
- 1895–1900: Philip Hugh Dalbiac, Partia Konserwatywna
- 1900–1918: Thomas Macnamara, Partia Liberalna
- 1918–1922: Henry Newton Knights, Partia Konserwatywna
- 1922–1931: Charles Ammon, Partia Pracy
- 1931–1935: Arthur Leonard Bateman, Partia Konserwatywna
- 1935–1944: Charles Ammon, Partia Pracy
- 1944–1950: Cecil Aubrey Gwynne Manning, Partia Pracy